# William Miller (atleta)
William Miller (Estados Unidos, 22 de febrero de 1930-27 de octubre de 2016) fue un atleta estadounidense, especialista en la prueba de lanzamiento de jabalina en la que llegó a ser subcampeón olímpico en 1952.

## Carrera deportiva
En los JJ. OO. de Helsinki 1952 ganó la medalla de plata en el lanzamiento de jabalina, con una marca de 72.46 metros, quedando en el podio tras su compatriota Cyrus Young y por delante del finlandés Toivo Hyytiäinen (bronce con 71.89 metros).